# Simon György (színművész)
Simon György (Rákospalota, 1923. június 21. – Budapest, 2017. július 1.) Jászai Mari-díjas magyar színész, érdemes művész.

## Életpályája
1941-től 1944-ig a Vallás és Közoktatási Minisztériumban dolgozott, miközben jogi tanulmányait is folytatta az 1944-es katonai behívásáig. 1945. április 1-jén szovjet hadifogságba került, ahol favágóként dolgozott. A szibériai hadifogságból három év múlva betegen került haza.
Felgyógyulása után még visszakerült a Közoktatási Minisztériumba, ahonnan 1949-ben az új Népművelési Minisztériumba helyezték át. Itt került kapcsolatba és ismerte meg a színházi életet. 1952-ben az Eötvös Loránd Tudományegyetem jogi karán jogi diplomát (iuris utriusque) szerzett.
1952-ben Várkonyi Zoltán egy meghallgatás után színészi státust ajánlott, az ő szorgalmazására és a főiskola vezetői előtti meghallgatás után a Színművészeti Főiskola második évfolyamára iratkozhatott be. Az első rostavizsga után képességeit közvetlen színházi szerződésre alkalmasnak találták, a főiskola látogatása alól felmentették. Színészi pályafutását Várkonyi Zoltán tanítványaként kezdte 1952-ben az akkori Néphadsereg Színházban. Korábban szerelmes-szerepeket, később drámai hősszerepeket játszott, végül áttért a jellemszerepekre.
Első felesége Demeter Hedvig színésznő, második felesége Antal Magdolna újságíró, rádiós szerkesztő volt.

## Díjai
- Jászai Mari-díj (1962)
- Érdemes művész (1983)

## Színházi szerződései
- Néphadsereg Színház, 1952
- Ifjúsági Színház, 1954
- József Attila Színház, 1955-től 1959-ig
- Katona József Színház, Kecskemét 1959-től 1963-ig
- Gárdonyi Géza Színház, Eger 1963-tól 1967-ig
- Csiky Gergely Színház, Kaposvár 1967-től 1971-ig
- Békés Megyei Jókai Színház, Békéscsaba 1971-től 1973-ig
- Miskolci Nemzeti Színház, Miskolc 1973-tól 1985-ben történt nyugdíjazásáig
- Evangélium Színház, Budapest 1991

## Színházi vendégszerződései
- Pécsi Nemzeti Színház
- Csokonai Színház, Debrecen

## Színházi szerepei
- William Shakespeare: A windsori víg nők... Ford
- William Shakespeare: IV. Henrik... John Falstaff
- William Shakespeare: Rómeó és Júlia... Lőrinc barát
- William Shakespeare: Macbeth... Macbeth
- William Shakespeare: Vízkereszt... Orsino
- William Shakespeare: Othello... Othello
- Anton Pavlovics Csehov: Cseresznyéskert... Gajev
- Anton Pavlovics Csehov: A Manó... Szerebjakov
- Anton Pavlovics Csehov: A sirály... Trigorin
- Anton Pavlovics Csehov: Három nővér... Versinyin
- Páskándi Géza: A kocsi rabjai... Börtönigazgató
- Páskándi Géza: Vendégség... Dávid Ferenc
- Páskándi Géza: Kettéfűrészelt zongora... II. Após
- Páskándi Géza: Átkozottak... Zita Gergő
- Jókai Mór: A kőszívű ember fiai... Rideghváry Bence; Vitéz képviselő
- Jókai Mór: Az aranyember... Tímár Mihály
- Darvas József: Hajnali tűz... Bónis József
- Darvas József: Kormos ég... Joó Sándor
- Arthur Miller: Édes fiaim... Joe Keller
- Arthur Miller: A salemi boszorkányok... John Proctor
- Victor Hugo: Hernáni... Don Carlos
- Victor Hugo: Ruy Blas... Ruy Blas
- Friedrich Schiller: Ármány és szerelem... Kancellár
- Friedrich Schiller: Stuart Mária... Laester gróf
- Thornton Wilder: Hajszál híján... Mózes
- Thornton Wilder: A mi kis városunk... Mr. Weeb
- Gárdonyi Géza – Kárpáthi: Egri csillagok... Dobó várkapitány
- Gárdonyi Géza: Fehér Anna... Fehér László
- Katona József: Bánk bán... Bánk bán
- Katona József – Ruszt József: Bánk bán 96’... Mikhál bán
- Móricz Zsigmond: Úri muri 1-2.... Szakhmáry Zoltán
- Lev Nyikolajevics Tolsztoj – Erwin Piscator: Háború és béke... Andrej Bolkonszkij
- Aurel Baranga: Legyen eszed Cristofor... Cristofor Bellea
- Edmond Rostand: Cyrano de Bergerac... Cyrano
- Carlo Goldoni: Két úr szolgája... Brighella, fogadós
- Madách Imre: Az ember tragédiája... Ádám
- Euripidész: Hekabé... Agamemnon
- Szophoklész: Aias... Aiasz
- Vszevolod Visnyevszkij: Optimista tragédia... Alekszej
- Edvardo Filippo: Filomena házassága... Alfredo
- Luigi Pirandello: Hat szerep szerzőt keres... Apa
- Tabi László: Különleges világnap... Baranyai
- Dobozy Imre: Holnap folytatjuk... Bartha alezredes
- Kállai: Kötéltánc (saját rendezés is)... Benkő
- Németh László: A két Bolyai... Bolyai Antal
- Görgey Gábor: Komámasszony hol a stukker?... Cuki úr
- Örkény István: Tóték... Cypriáni
- Kós Károly: István király... Csanád
- Ivan Bucovčan: A struccok estéje... Doktor
- Bródy Sándor: A medikus... Dr. Rubin
- Hubay Miklós – Ránki György – Vas István: Egy szerelem három éjszakája... Dr. Szögilonghy
- Alekszandr Nyikolajevics Osztrovszkij: A művésznő és hódolói... Dulebov herceg
- George Bernard Shaw: Fanny első színdarabja... Duvallet kapitány
- Leonyid Andrejev: Aki a pofonokat kapja... Egy úr
- Eugene O’Neill: Vágy a szilfák alatt... Ephraim
- Bridsley Miller: Black Commedy
- Vörösmarty Mihály: Csongor és Tünde... Fejedelem
- Robert Thomas: Az áldozat visszatér... Felügyelő
- Victor Eftimiu: A csavargó... Filimon
- Halasi Mária: Akkor, egyetlenegyszer... Főorvos
- Marc-Gilbert Sauvajon: Szép kis família... Frank
- Bernard Shaw: Warrenné mestersége... Frank George
- Jean Cocteau: Rettenetes szülők... Georges
- Konsztantyun Szimonov: A negyedik... Ghicciardi
- Tamási Áron: Hegyi patak... Gidró Benke
- Berkesi András: A siratófal... Irányi Béla
- Mesterházi Lajos: A tizenegyedik parancsolat... Író
- Cseres Tibor: Barbár változatok... Jablonkai
- Max Frisch: …és a holtak újra énekelnek... Kapitány
- Déry Tibor: Tükör... Károly
- Görgey Gábor: Rokokó háború... Katona
- Illyés Gyula: Fáklyaláng... Kossuth Lajos
- Molnár Ferenc: Olympia... Kovács kapitány
- Csontos Gábor: Legyőzöttek diadala... Latinka Sándor
- Renzo Tarabusi: Kaviár és lencse... Leonida
- Ferdinand Bruchner: Angliai Erzsébet... Lord Cecil
- Bródy Sándor: Tanítónő... Lovászinas
- Karel Čapek: Fehér kór... Marsall
- Peter Buckman: Most mind együtt... Matew
- Saulius Saltenis: Sicc halál... Nagyapó
- Fejér István: Bekötött szemmel... Nyulászi Attila
- Tersánszky Józsi Jenő: Kakuk Marci... Péter
- Révész Gy. István: Első 36 óra... Péter apostol
- Vlagyimir Vlagyimirovics Scserbacsov: Dohányon vett kapitány... Péter cár
- Nagy Lajos: Új vendég érkezett... Petúr István
- George Bernard Shaw: Pygmalion... Pickering ezredes
- Fejér István – Kállai István: Irány Caracas... Pista
- Illyés Gyula: Lélekbúvár... Plébános
- Leonyid Rachmanov: Viharos alkonyat... Polezsajev professzor
- Jean-Paul Sartre: A tisztességtudó utcalány... Praed
- Jeske - Choinski: …távollétében... Professzor
- Ariano Suassuna: A kutya testamentuma... Püspök
- Makszim Gorkij: Utolsó nemzedék... Rendőrfőnök
- Fridolin Schönthal – Kellér Dezső – Horváth Jenő – Szenes Iván: A szabin nők elrablása... Retteghi
- J. Arden: Masgrave őrmester tánca... Révész
- Alfred de Musset: Lorenzaccio... Sire Maurice
- Herczeg Ferenc: Bizánc... Spiridion
- Csiky Gergely: A nagymama... Szerémi Ernő
- Pavel Kohout – Pándy Lajos: Ilyen nagy szerelem... Taláros úr
- Ivan Bucovčan: Mire a kakas megszólal... Terezcsák
- Gimes Imre: Ispán Teréz... Urszin Ágoston
- Bertha Bulcsu: Fürdőigazgató... Vadőr
- Kovács Aladár: Téli zsoltár... Van der Maet
- Tamási Áron: Boldog nyárfalevél... Vaska Gellért
- V. Visnyevszkij: Az első lovashadsereg... Vezető
- Schwajda György: Segítség... Vöröskeresztes
- George Bernard Shaw: Szent Johanna... Warwick gróf

## Filmes és televíziós szerepei
- Kinizsi – Tirnyák[3][4]
- Századunk – Keitl vezérezredes[3]
- Vacsora a Hotel Germániában (1958) – SA I.[5]
- Egy csirkefogó ügyében (1960) – Vernon[5]
- Jó utat, autóbusz (1961)[5]
- Honfoglalás 1-2. (1963) – Magyar katona III.[5]
- Befejezetlen tárgyalás (1969)[5][6]
- Banán és bukta (1972, tévéfilm)[5]
- Plusz-mínusz egy nap (1973) – Pap[5]
- A csodadoktor (1973; tévéfilm)[5]
- Itt járt Mátyás király (1973) – Kond[3]
- Vivát, Benyovszky! (1973) (6. részben)[5][7]
- Ida regénye (1974)[5]
- Ősbemutató (1974) – Vak Béla[3]
- Az Elnökasszony 1-2. (1975)[8] (1977-ben adták le)[5]
- Az idők kezdetén (1975) – Taulich[3]
- Fekete gyémántok (1976) 1-2. – Ödön gróf[5]
- Herkulesfürdői emlék (1976) – Bajusz[3]
- Köznapi legenda (1976) – Pallér[3]
- Ki látott engem? (1977)[5]
- Zokogó majom 1-5. (1978) (2. részben)[5]
- Forró mezők (1979) – Újságíró[3]
- Használt koporsó (1979)[9]
- Két pisztolylövés (1980) – Főorvos[5][10]
- Négy csend között a hallgatás (1981, tévéfilm)[5]
- Mint oldott kéve – 3. rész: Magyarország 1849 (1983) – Hadbíró[5]
- Szomszédok (1987-1996) – Ignác, Takács Lenke bátyja; Öreg birtokos[5]
- Valahol Magyarországon (1987)[11]
- Szigorú idők (1988)[12]
- Freytág testvérek 1-5. (1989)[13]
- Frici, a vállalkozó szellem (1992) – Sörfőző mester
- Kisváros (1993) – 56-os határőrparancsnok[14]
- Perlasca – Egy igaz ember története (Perlasca. Un eroe italiano) (2001, tévéfilm) – Ezredes (2004-es magyar szinkron)[15][16]
- Fekete Krónika (2005)[17][18]

Animációs filmek
- Frakk, a macskák réme IV. (1984) – Károly bácsi másik barátja a vendéglőben (hang)
- Mátyás, az igazságos (1985) – Gömöri úr II. (hang)
- Dörmögőék kalandjai I. (1987) – Dörmi Apó (hang)[5]
- Macskafogó 2. – A sátán macskája (2007) – Kifosztott bácsi (hang)[19]

## Szinkronszerepei

### Filmek[19]
| Év   | Cím                                                                               | Szereplő                                    | Színész                 | Szinkron év |
| ---- | --------------------------------------------------------------------------------- | ------------------------------------------- | ----------------------- | ----------- |
| ?    | A két fivér                                                                       | Ebbi                                        | Baldvin Halldórsson     | 1974        |
| ?    | A vörös hegyek gazdája                                                            | Szalamatov                                  | Agejev                  | 1973        |
| ?    | Egy nap fiaim életéből                                                            | N/A                                         | N/A                     | 1974        |
| ?    | Három férfi és a lány                                                             | „Önálló”                                    | Doszjo Doszev           | 1982        |
| 1931 | Mata Hari                                                                         | Caron, Mata ügyvédje                        | Alec B. Francis         | 1990        |
| 1933 | Lady egy napra                                                                    | Blake bíró                                  | Guy Kibbee              | 1994        |
| 1936 | Rembrandt (2. magyar szinkron)                                                    | N/A                                         | N/A                     | 1993        |
| 1937 | Fiatal és ártatlan                                                                | Idős Will                                   | Edward Rigby            | 1992        |
| 1937 | Vacsora a Ritzben                                                                 | Devine                                      | William Dewhurst        | 1994        |
| 1939 | Várlak…                                                                           | N/A                                         | N/A                     | 2001        |
| 1940 | Maddalena, magatartásból elégtelen (1. magyar szinkron)                           | Dr. Emilio Lenci, Maddalena apja            | Guglielmo Barnabo       | 1993        |
| 1942 | Tarzan 06.: Tarzan New Yorkban (2. magyar szinkron)                               | Blake Norton, Tarzan ügyvédje               | Howard C. Hickman       | 2001        |
| 1946 | Abilene                                                                           | N/A                                         | N/A                     | 1994        |
| 1946 | Az élet csodaszép (1. magyar szinkron)                                            | Rangidős angyal                             | Moroni Olsen            | 1985        |
| 1946 | Nyugodt papa                                                                      | Martin                                      | Noël-Noël               | 1983        |
| 1948 | Németország nulla év                                                              | N/A                                         | N/A                     | 1991        |
| 1947 | Az a kedves barna hölgy (1. magyar szinkron)                                      | Simon Montague őrnagy                       | Charles Dingle          | 1992        |
| 1947 | Az angyal és a rosszember                                                         | Frederick Carson, Worth szomszédja          | Paul Hurst              | 1994        |
| 1950 | Férfisors                                                                         | N/A                                         | N/A                     | 1989        |
| 1950 | Kincses sziget (1. magyar szinkron)                                               | Billy Bones kapitány                        | Finlay Currie           | 1993        |
| 1951 | A papa kedvence (1. magyar szinkron)                                              | Herbert Dunstan                             | Moroni Olsen            | 1999        |
| 1951 | Idegenek a vonaton                                                                | Morton szenátor                             | Leo G. Carroll          | 1982        |
| 1951 | Quo Vadis?                                                                        | Péter                                       | Finlay Currie           | 1993        |
| 1952 | A nyugodt férfi                                                                   | N/A                                         | N/A                     | 2005        |
| 1953 | A kis Muck története (2. magyar szinkron)                                         | Mukral                                      | Friedrich Richter       | 1978        |
| 1953 | Thérèse Raquin                                                                    | Michaud                                     | Marcel André            | 1990        |
| 1954 | Az utolsó akció                                                                   | Moderna Hotel portása                       | Jean Riveyre            | 1986        |
| 1954 | Ördöngösök                                                                        | Monsieur Drain, tanár                       | Pierre Larquey          | 1996        |
| 1955 | A félelem órái (1. magyar szinkron)                                               | Dan C. Hilliard                             | Fredric March           | 1981        |
| 1955 | A késleltetett bosszú                                                             | Strap Davis                                 | Jay C. Flippen          | 1990        |
| 1956 | 80 nap alatt a Föld körül (2. magyar szinkron)                                    | Mr. Stewart                                 | Finlay Currie           | 1989        |
| 1956 | A párizsi Notre-Dame (1. magyar szinkron)                                         | N/A                                         | N/A                     | 1966        |
| 1956 | Háború és béke                                                                    | Bolkonszkij herceg                          | Wilfrid Lawson          | 1992        |
| 1956 | Hosszú kéz                                                                        | Tom Halliday felügyelő                      | Jack Hawkins            | 1967        |
| 1957 | A St. Louis-i lélek                                                               | Albert Lambert nyomozó, Lindbergh szponzora | Robert Burton           | 1992        |
| 1957 | Szoknyás Faust                                                                    | N/A                                         | N/A                     | 1989        |
| 1959 | Párnacsaták (2. magyar szinkron)                                                  | Dr. Maxwell                                 | Alex Gerry              | 1995        |
| 1959 | Vakáció Mallorcán                                                                 | N/A                                         | N/A                     | 1987        |
| 1961 | Egy nehéz élet (2. magyar szinkron)                                               | Bíró a tárgyaláson (hang)                   | N/A                     | 1992        |
| 1961 | Kacér táncosnők                                                                   | Bíró                                        | N/A                     | 1989        |
| 1961 | Szereti ön Brahmsot?                                                              | Fleury, a főnök                             | Pierre Dux              | 1972        |
| 1962 | Az ördög és a tízparancsolat                                                      | N/A                                         | N/A                     | 1991        |
| 1962 | Arábiai Lawrence (2. magyar szinkron)                                             | Sir Archibald Murray tábornok               | Donald Wolfit           | 1993        |
| 1962 | Nagy vörös kutya                                                                  | Edward                                      | Georges Bouvier         | 1992        |
| 1962 | Tarasz Bulba                                                                      | N/A                                         | N/A                     | 2000        |
| 1963 | Robbanó leves                                                                     | Beronnet felügyelő                          | Jean Servais            | 1967        |
| 1964 | A balkezes hős                                                                    | Porsenna                                    | Roldano Lupi            | 2001        |
| 1964 | A Mississippi fekete angyala (1. magyar szinkron)                                 | N/A                                         | N/A                     | 1989        |
| 1964 | A Római Birodalom bukása                                                          | Ballomar                                    | John Ireland            | 1987        |
| 1964 | A színész                                                                         | Chick Byrd                                  | Kenneth More            | 1971        |
| 1964 | Elfelejtett ősök árnyai                                                           | Gutenyuk úr                                 | Alekszandr Rajdanov     | 1975        |
| 1964 | Gyilkosság a hajón (1. magyar szinkron)                                           | Charles Richmond                            | Ralph Richardson        | 1987        |
| 1964 | Két nap az élet                                                                   | A sietős tiszt                              | François Guérin         | 1966        |
| 1965 | A Cincinnati kölyök                                                               | N/A                                         | N/A                     | 1997        |
| 1965 | A Crossbow-akció                                                                  | Hoffer professzor                           | Karel Štěpánek          | 1978        |
| 1965 | A halál ötven órája                                                               | Jean apja                                   | N/A                     | 1976        |
| 1965 | A hős, aki fél                                                                    | Frantisek Velda, a szerelő                  | Jaroslav Moučka         | 1966        |
| 1965 | Egy szöszi szerelme                                                               | N/A                                         | N/A                     | 1966        |
| 1965 | Folytassa, cowboy! (1. magyar szinkron)                                           | Belügyi biztos                              | Alan Gifford            | 1966        |
| 1965 | Káprázat                                                                          | Bámészkodó férfi a balesetnél               | N/A                     | 2000        |
| 1965 | Ne térj vissza azonos úton                                                        | Alija                                       | Joze Zupan              | 1967        |
| 1965 | Old Surehand                                                                      | Mac Hara                                    | Veljko Maričić          | 1992        |
| 1965 | Viva Maria! (2. magyar szinkron)                                                  | Rior atya                                   | N/A                     | 2004        |
| 1966 | Egy ember az örökkévalóságnak (2. magyar szinkron)                                | Fogadós                                     | Ross Hutchinson         | 1989        |
| 1966 | El Dorado                                                                         | Svéd Larsen, a fegyverkovács                | Olaf Wieghorst          | 1991        |
| 1966 | Ki akarja megölni Jessie-t?                                                       | Bírósági tag                                | N/A                     | 1983        |
| 1966 | Szakadt függöny                                                                   | Freddy                                      | Arthur Gould-Porter     | 1994        |
| 1967 | A Szent Péter-hadművelet (2. magyar szinkron)                                     | N/A                                         | N/A                     | 1977        |
| 1967 | Feketeszakáll szelleme                                                            | Mr. Finch, harmadik licitáló                | Harry Harvey, Sr.       | 1970        |
| 1967 | Folytassa, doktor! (2. magyar szinkron)                                           | Lelkész                                     | Peter Jones             | 1992        |
| 1968 | A hullaégető                                                                      | Dr. Bettleheim                              | Eduard Kohout           | 1996        |
| 1968 | Bullitt – A San Franciscó-i zsaru (1. magyar szinkron)                            | A 180 centis férfi                          | N/A                     | 1986        |
| 1968 | A kicsi kocsi kalandjai (2. magyar szinkron)                                      | Rendőr a parkban                            | Gil Lamb                | 1992        |
| 1968 | Az Olsen-banda 1.: Olsen bandája (2. magyar szinkron)                             | Német nagykövet                             | Einar Juhl              | 1997        |
| 1969 | Akik csizmában halnak meg (1. magyar szinkron)                                    | Mamy                                        | Lionel Stander          | 1990        |
| 1969 | Jó fiúk, rossz fiúk                                                               | Grundy                                      | Douglas Fowley          | 1986        |
| 1970 | A pap, a kurtizán és a magányos hős (1. magyar szinkron)                          | Mr. Cushing, a bankár                       | Peter Whitney           | 1993        |
| 1970 | A sziúk fogságában (1. magyar szinkron)                                           | Joe                                         | Dub Taylor              | 1992        |
| 1970 | Az élet dolgai (2. magyar szinkron)                                               | Monsieur Bérard, Pierre apja                | Henri Nassiet           | 1992        |
| 1970 | Az ördög jobb és bal keze                                                         | Sánta seriff                                | Ugo Sasso               | 1988        |
| 1970 | Chisum                                                                            | Brady seriff                                | Bruce Cabot             | 1993        |
| 1970 | Élt egyszer egy énekes rigó                                                       | Rezo                                        | Revaz Baramidze         | 1976        |
| 1970 | Ki ölte meg Miss Amerikát?                                                        | Whitman                                     | Craig Stevens           | 1975        |
| 1970 | Rio Lobo (1. magyar szinkron)                                                     | Pat Cronin, a Blackthorne-i seriff          | Bill Williams           | 1985        |
| 1970 | Sherlock Holmes magánélete (3. magyar szinkron)                                   | N/A                                         | N/A                     | 2003        |
| 1970 | Szakítani nehéz                                                                   | N/A                                         | N/A                     | 1978        |
| 1970 | Zabriskie Point                                                                   | Jimmy, kávézótulajdonos (+ Képessy József)  | Paul Fix                | 1982        |
| 1971 | A kapus félelme tizenegyesnél                                                     | N/A                                         | N/A                     | 1996        |
| 1971 | Az utolsó mozielőadás                                                             | Sam, az oroszlán                            | Ben Johnson             | 1978        |
| 1971 | Ellenőrzés az utakon                                                              | Erofeich                                    | Fjodor Ogyinokov        | 1986        |
| 1971 | Farkasok és bárányok                                                              | Pavlin                                      | Manfred Inger           | 1976        |
| 1971 | Fekete tollú fehér madár                                                          | N/A                                         | N/A                     | 1972        |
| 1971 | Harold és Maude                                                                   | Pap                                         | Eric Christmas          | 1991        |
| 1971 | Hirtelen egyedül                                                                  | N/A                                         | N/A                     | 1983        |
| 1971 | Lőpárbaj (2. magyar szinkron)                                                     | Kalauz                                      | Paul Fix                | 2003        |
| 1971 | Minden lében két kanál – 9. rész: A régi, az új és a halálos (2. magyar szinkron) | Marceau gróf                                | Patrick Troughton       | 1984        |
| 1971 | Németóra                                                                          | Max Nansen                                  | Wolfgang Büttner        | 1975        |
| 1971 | Sacco és Vanzetti                                                                 | Bartolomeo Vanzetti                         | Gian Maria Volonté      | 1972        |
| 1971 | Vörös nap                                                                         | Stuart embere                               | N/A                     | 1986        |
| 1972 | A farmer lányai                                                                   | Amos Wetherall                              | Leif Erickson           | 1976        |
| 1972 | A fekete farkasok üvöltése                                                        | Kocsis                                      | N/A                     | 1975        |
| 1972 | A keresztapa (1. magyar szinkron)                                                 | Don Tommasino (módosított változat)         | Corrado Gaipa           | 1991        |
| 1972 | A legszebb hajó                                                                   | N/A                                         | N/A                     | 1975        |
| 1972 | Az édes szó: szabadság                                                            | N/A                                         | N/A                     | 1974        |
| 1972 | Az ördögök éjszakája (1. magyar szinkron)                                         | Gorca Ciuvelak                              | Bill Vanders            | 1989        |
| 1972 | Az utolsó levél                                                                   | N/A                                         | N/A                     | 1975        |
| 1972 | Híres szökések – 10. rész: Jenatsch ezredes                                       | Le colonel Jenatsch                         | Miha Baloh              | 1974        |
| 1972 | La Mancha lovagja (1. magyar szinkron)                                            | Kormányzó / Kocsmáros                       | Harry Andrews           | 1979        |
| 1972 | Mindent bele, fiúk! (1. magyar szinkron)                                          | Füles úr                                    | Reinhard Kolldehoff     | 1992        |
| 1972 | Napoleon és Samantha                                                              | Nagypapa                                    | Will Geer               | 1994        |
| 1972 | Ruth Halbfass erkölcse                                                            | N/A                                         | N/A                     | 1990        |
| 1973 | A bajkeverő                                                                       | N/A                                         | N/A                     | 1993        |
| 1973 | A rendőrség csak áll és néz                                                       | Riccardi                                    | Philippe Hersent        | 1975        |
| 1973 | Égő pajták                                                                        | Csendőrtiszt                                | Christian Barbier       | 1975        |
| 1973 | Hegymászók                                                                        | Dr. Luboš Roubal                            | František Vicena        | 1976        |
| 1973 | Pat Garrett és Billy, a kölyök (első-két magyar szinkron)                         | Paco                                        | Emilio Fernández        | 1991        |
| 1973 | Pat Garrett és Billy, a kölyök (első-két magyar szinkron)                         | Josh                                        | Dub Taylor              | 1999        |
| 1973 | Ruble Noon                                                                        | Henneker                                    | José Jaspe              | 1992        |
| 1973 | Serpico                                                                           | N/A                                         | N/A                     | 1989        |
| 1974 | A magas szőke férfi visszatér                                                     | Fegyvertárs                                 | N/A                     | 1977        |
| 1974 | Az ismeretlen lövész trófeája                                                     | Német tábornok                              | Frantisek Dibarbora     | 1975        |
| 1974 | Az Odessa-dosszié (1. magyar szinkron)                                            | Werner Deilman                              | Ernst Schröder          | 1993        |
| 1974 | Földrengés                                                                        | Dr. Willis Stockle                          | Barry Sullivan          | 1993        |
| 1974 | Három kemény fickó                                                                | N/A                                         | N/A                     | 1992        |
| 1974 | Ítélet (1. magyar változat)                                                       | Főügyész                                    | Daniel Lecourtois       | 1989        |
| 1974 | Monte Cristo grófja (1. és 3. magyar szinkron)                                    | Öreg Dantès                                 | Ralph Michael           | 1980        |
| 1974 | Monte Cristo grófja (1. és 3. magyar szinkron)                                    | N/A                                         | N/A                     | 1995        |
| 1974 | Mussolini végnapjai (2. magyar szinkron)                                          | N/A                                         | N/A                     | 1995        |
| 1974 | Pénzt vagy életet! (2. magyar szinkron)                                           | Mr. Baker                                   | Michael Hordern         | 2003        |
| 1974 | Sampon                                                                            | N/A                                         | N/A                     | 1993        |
| 1974 | Stavisky                                                                          | Gaston Henriet                              | Gigi Ballista           | 1992        |
| 1974 | Tetthely – 37. rész: A holtbiztos dolog                                           | Georg Moll                                  | Siegfried Wischnewski   | 1977        |
| 1975 | A Csendes-óceán kalózai                                                           | Hull kapitány                               | Mihai Berechet          | 1976        |
| 1975 | Almagombóc banda                                                                  | Homer McCoy seriff                          | Harry Morgan            | 1992        |
| 1975 | Ellopták a dinoszauruszt (2. magyar szinkron)                                     | N/A                                         | N/A                     | 1995        |
| 1975 | Lépés egymás felé                                                                 | N/A                                         | N/A                     | 1979        |
| 1975 | Lóverseny winchesterre és musztángokra (1. magyar szinkron)                       | Mister                                      | Ben Johnson             | 1982        |
| 1975 | Megtalálták a 7. századot                                                         | Claumachet                                  | Paul Bisciglia          | 1978        |
| 1976 | 18 bronzember (1. magyar szinkron)                                                | N/A                                         | N/A                     | 1994        |
| 1976 | A Lerouge-ügy                                                                     | Gerdy őrnagy                                | Hermann Lenschau        | 1989        |
| 1976 | A tiltott sziget                                                                  | Antonio, az apa                             | Arthur Kennedy          | 1992        |
| 1976 | A törvényenkívüli Josey Wales                                                     | Al, Yoke társa                              | John Mitchum            | 1993        |
| 1976 | A vadon szava                                                                     | N/A                                         | N/A                     | 1978        |
| 1976 | Fekete fülű fehér Bim                                                             | N/A                                         | N/A                     | 1979        |
| 1976 | Hazatérés egy idegen országba                                                     | Hüttenrauch                                 | Fred Düren              | 1979        |
| 1977 | A tigris még él: Sandokan, a felkelő                                              | James Brooke                                | Adolfo Celi             | 1996        |
| 1977 | Mr. Milliárd (1. magyar szinkron)                                                 | T.C. Bishop seriff                          | R. G. Armstrong         | 1995        |
| 1977 | Rózsaszínű álmok                                                                  | N/A                                         | N/A                     | 1979        |
| 1978 | A nyomorultak                                                                     | Gillenormand                                | John Gielgud            | 1985        |
| 1978 | Az urán összeesküvés                                                              | Hajókapitány                                | Gianni Rizzo            | 1992        |
| 1978 | Lady Audley titka                                                                 | Sir Michael                                 | Hans Caninenberg        | 1983        |
| 1978 | Superman (1. magyar szinkron)                                                     | Első öreg                                   | Trevor Howard           | 1991        |
| 1978 | Szerelem és golyók (1. magyar szinkron)                                           | Louis Monk                                  | Strother Martin         | 1988        |
| 1979 | A fekete lyuk                                                                     | B.O.B. (hang)                               | Slim Pickens            | 1991        |
| 1979 | Az igazság mindenkié                                                              | Cecil                                       | Kenneth Patterson       | 1993        |
| 1979 | Alpensaga – 3. rész: A nagy ünnepség                                              | Gróf                                        | Karl Paryla             | 1982        |
| 1979 | Egy éjszaka csodája                                                               | Lukas zenetanár                             | Arno Assmann            | 1990        |
| 1979 | Egy színész eltűnése                                                              | Bartosek felügyelő                          | Martin Růžek            | 1985        |
| 1979 | Egy tiszta nő                                                                     | Clare tiszteletes                           | David Markham           | 1984        |
| 1979 | Idegenek                                                                          | Mr. Meecham                                 | Ford Rainey             | 1982        |
| 1979 | Ketten                                                                            | Parancsnok                                  | N/A                     | 1988        |
| 1979 | Kislány vagy kisfiú?                                                              | Apa                                         | Roman Stankiewicz       | 1982        |
| 1979 | Térdre kényszerítve                                                               | N/A                                         | N/A                     | 1993        |
| 1980 | A dzsesszénekes                                                                   | Eddie Gibbs                                 | Sully Boyar             | 1993        |
| 1980 | A gyilkos héja (2. magyar szinkron)                                               | Ranulf                                      | William Morgan Sheppard | 1989        |
| 1980 | A vadász                                                                          | N/A                                         | N/A                     | 1991        |
| 1980 | Három év                                                                          | Id. Laptyev                                 | Sergei Plotnikov        | 1984        |
| 1980 | Kössük fel!                                                                       | Főfelügyelő                                 | Geoffrey Chater         | 1984        |
| 1980 | Megszállás                                                                        | N/A                                         | N/A                     | 1990        |
| 1980 | Öld meg a sógunt! (1. magyar szinkron)                                            | Hattori Hanzo                               | Nacujagi Iszao          | 1983        |
| 1980 | Smokey és a bandita 2. (1. magyar szinkron)                                       | Gaylord „Géla” Justice                      | Jackie Gleason          | 1997        |
| 1980 | Szuperzsaru                                                                       | Willy Dunlop                                | Ernest Borgnine         | 1982        |
| 1980 | Zálogocska                                                                        | N/A                                         | N/A                     | 1996        |
| 1981 | A bécsi Svejk                                                                     | N/A                                         | N/A                     | 1998        |
| 1981 | A profi (1. magyar szinkron)                                                      | Bíró                                        | N/A                     | 1982        |
| 1981 | A szalamandra                                                                     | Az orvos                                    | Paul L. Smith           | 1984        |
| 1981 | Arany a tó fenekén (2. magyar szinkron)                                           | Gilbert Carson                              | Donald Pleasence        | 1991        |
| 1981 | Eltűntek az élők között                                                           | Fjodor Kaslev                               | Pavel Kadocsnyikov      | 1983        |
| 1981 | Farkasok ideje                                                                    | N/A                                         | N/A                     | 1984        |
| 1981 | Fitzcarraldo (2. magyar szinkron)                                                 | Hajóskapitány                               | Paul Hittscher          | 1995        |
| 1981 | Halál a hídon                                                                     | N/A                                         | N/A                     | 2003        |
| 1981 | Menekülés New Yorkból                                                             | USA elnöke                                  | Donald Pleasence        | 1988        |
| 1981 | Ragtime                                                                           | Százados                                    | N/A                     | 1985        |
| 1981 | Vadászat életre-halálra (1. magyar szinkron)                                      | Edgar Millen őrmester                       | Lee Marvin              | 1990        |
| 1982 | Airplane 2. – A folytatás                                                         | Ügyész                                      | John Larch              | 1995        |
| 1982 | Ezüstrevü                                                                         | Nagypapa                                    | Jurij Katyin-Jarcev     | 1986        |
| 1982 | Misztikus játék (1. magyar szinkron)                                              | Patkánykirály                               | Chris Wiggins           | 1995        |
| 1982 | Rózsaszín párduc 7.: A rózsaszín párduc nyomában (1. magyar szinkron)             | Hotelportás                                 | Harold Berens           | 1991        |
| 1982 | Sivatagi kalandok (1. magyar szinkron)                                            | Geoffrey                                    | Richard Curnock         | 1991        |
| 1982 | Tűzróka (1. magyar szinkron)                                                      | N/A                                         | N/A                     | 1991        |
| 1983 | Dempsey – A szorító hőse (1. magyar szinkron)                                     | N/A                                         | N/A                     | 1989        |
| 1983 | Fegyőrnők                                                                         | Nagy William                                | Rockne Tarkington       | 1990        |
| 1983 | James Bond 13.: Polipka (1. magyar szinkron)                                      | Anatol Gogol tábornok                       | Walter Gotell           | 1990        |
| 1983 | Magányos farkas (1. magyar szinkron)                                              | T. Tyler                                    | R. G. Armstrong         | 1989        |
| 1984 | A ballantraei örökös                                                              | N/A                                         | N/A                     | 2003        |
| 1984 | A félelem városa                                                                  | Carmine                                     | Rossano Brazzi          | 1992        |
| 1984 | Az arany bűvöletében                                                              | Francia tábornok                            | Michel Beaune           | 1993        |
| 1984 | Csillagember (1. magyar szinkron)                                                 | Szarvasvadász                               | Ted White               | 1989        |
| 1984 | Hóvirágünnep                                                                      | Trnka                                       | Jaroslav Vozáb          | 1988        |
| 1984 | Őstehetség (1. magyar szinkron)                                                   | Pop Fisher                                  | Wilford Brimley         | 1993        |
| 1984 | Protokoll                                                                         | Norris szenátor                             | Kenneth McMillan        | 1992        |
| 1984 | Szenvedélyes bűnök                                                                | N/A                                         | N/A                     | 1993        |
| 1984 | Vörös hajnal (1. magyar szinkron)                                                 | Mason                                       | Ben Johnson             | 1992        |
| 1985 | A türkiz nyakék                                                                   | N/A                                         | N/A                     | 1987        |
| 1985 | Ágnes, Isten báránya                                                              | Joseph Leveau bíró                          | Guy Hoffman             | 1993        |
| 1985 | Anna                                                                              | Matthew Cuthbert                            | Richard Farnsworth      | 1993        |
| 1985 | Dalban élek 1-4.                                                                  | Claudia apja                                | Galeazzo Benti          | 1987        |
| 1985 | Dávid király                                                                      | Jessze                                      | Arthur Whybrow          | 1991        |
| 1985 | Édes álmok                                                                        | Owen Bradley                                | Jerry Haynes            | 1994        |
| 1985 | James Bond 14.: Halálvágta (1. magyar szinkron)                                   | Anatol Gogol tábornok                       | Walter Gotell           | 1992        |
| 1985 | Kaviár és lencse                                                                  | Alessandro                                  | Valentyin Nyikulin      | 1990        |
| 1985 | Kutyasors                                                                         | N/A                                         | N/A                     | 1995        |
| 1985 | Maszk                                                                             | Red                                         | Harry Carey, Jr.        | 1990        |
| 1985 | Sem fedél, sem törvény                                                            | Aimé nagybátyja                             | Gabriel Mariani         | 1993        |
| 1985 | Szikét kérek                                                                      | Krtek docens                                | Radoslav Brzobohatý     | 1986        |
| 1985 | Szórd a pénzt és fuss! (1. magyar szinkron)                                       | George Granville                            | David White             | 1994        |
| 1985 | Újra meg újra                                                                     | Croshawe dandártábornok                     | Trevor Howard           | 1994        |
| 1986 | A kék villanás                                                                    | Dr. William Giles                           | John Meillon            | 1995        |
| 1986 | Pénznyelő (1. magyar szinkron)                                                    | Brad Shirk                                  | Carmine Caridi          | 1991        |
| 1986 | A szavannák kutyája                                                               | Tom Gordon                                  | Gordon Mulholland       | 1989        |
| 1986 | Aladdin (1. magyar szinkron)                                                      | KincskeresőEdző a vízisíbajnokságon         | N/A                     | 1988        |
| 1986 | Didi, megőrjítesz!                                                                | Francia miniszter                           | Michel Bertay           | 1991        |
| 1986 | Előre a múltba                                                                    | Barney Alvorg                               | Leon Ames               | 1990        |
| 1986 | Fehér feketében (1. magyar szinkron)                                              | Mr. Dunbar                                  | Leslie Nielsen          | 1988        |
| 1986 | Gideon kardja                                                                     | Avner apja                                  | John Hirsch             | 1992        |
| 1986 | Hannah és nővérei (1. magyar szinkron)                                            | Dr. Abel                                    | Ira Wheeler             | 1987        |
| 1986 | Krokodil Dundee                                                                   | Donk                                        | Steve Rackman           | 1994        |
| 1986 | Látogatás Játékországban                                                          | N/A                                         | N/A                     | 1991        |
| 1986 | Leskelődni veszélyes                                                              | N/A                                         | N/A                     | 1991        |
| 1986 | Lőj a vadászra! (1. magyar szinkron)                                              | Jimmy nagypapa                              | Rick Boyle              | 1990        |
| 1986 | Siralomvölgy                                                                      | Eagen atya                                  | Norman Coombes          | 1991        |
| 1986 | Tai Pan, a hét tenger ura                                                         | Aristotle Quance                            | Norman Rodway           | 1991        |
| 1986 | Törvényen kívül                                                                   | Professzor                                  | N/A                     | 1997        |
| 1986 | Törvényszéki héják                                                                | Logan kollégája                             | N/A                     | 1989        |
| 1986 | Végzetes parancs                                                                  | John E. Harris                              | N/A                     | 1991        |
| 1987 | A gyanúsított (1. magyar szinkron)                                                | Mr. Davis                                   | Jack Jessop             | 1990        |
| 1987 | A gyönyörű őzek halála                                                            | N/A                                         | N/A                     | 1988        |
| 1987 | A keményfejű (1. magyar szinkron)                                                 | Ely                                         | Donald Hodson           | 1989        |
| 1987 | A nősülés örömei (2. magyar szinkron)                                             | Mr. Wisecarver                              | Michael Constantine     | 1994        |
| 1987 | A Saint Tropez-i leánykereskedők                                                  | Sévérine nagybátyja                         | N/A                     | 1991        |
| 1987 | A sziget (2. magyar szinkron)                                                     | Burt kapitány                               | N/A                     | 1995        |
| 1987 | Alamo – A 13 napos ostrom (1. magyar szinkron)                                    | N/A                                         | N/A                     | 1990        |
| 1987 | Amerikai nindzsa 2. – A leszámolás (1. magyar szinkron)                           | Sir Cloudsly Smith                          | Dennis Folbigge         | 1990        |
| 1987 | Az Óriásláb és Hendersonék                                                        | Jerome                                      | Vern Taylor             | 1990        |
| 1987 | Babette lakomája (1. magyar szinkron)                                             | N/A                                         | N/A                     | 1994        |
| 1987 | Carly, a nyomozó                                                                  | Moreland szenátor                           | Robert Symonds          | 1992        |
| 1987 | Dögkeselyűk                                                                       | Stanton professzor                          | John Lesley             | 1990        |
| 1987 | Ha eljön a pillanat                                                               | Harold                                      | Donald Moffat           | 1991        |
| 1987 | Hófehérke és a hét törpe (1. magyar szinkron)                                     | Iddy                                        | Billy Barty             | 1990        |
| 1987 | Időutazók                                                                         | Aukciós                                     | N/A                     | 1991        |
| 1987 | James Bond 15.: Halálos rémületben (1. magyar szinkron)                           | Anatol Gogol tábornok                       | Walter Gotell           | 1992        |
| 1987 | Keresztanya 2.                                                                    | Doc Robey                                   | Nick LaTour             | 1990        |
| 1987 | Kockán nyert szerelem                                                             | Idős Vulcan                                 | Stewart Granger         | 1992        |
| 1987 | Kőróka                                                                            | N/A                                         | N/A                     | 1990        |
| 1987 | Piszkos tizenkettő – Halálos küldetés (1. magyar szinkron)                        | Worden tábornok                             | Ernest Borgnine         | 1991        |
| 1987 | Robotzsaru (1. magyar szinkron)                                                   | Az Öreg                                     | Dan O’Herlihy           | 1989        |
| 1987 | Sadie és fia (1. magyar szinkron)                                                 | Marty Goldstein                             | Sam Wanamaker           | 1991        |
| 1987 | Toto, a bennszülött                                                               | D.C. McKinnon                               | Robert Urquhart         | 1990        |
| 1987 | Tökkelütött trió                                                                  | Főnök a drogériában                         | N/A                     | 1992        |
| 1987 | Vágyrajárók                                                                       | Sammy Blumenstrauss                         | Léon Spigelman          | 1988        |
| 1988 | A Bourne-rejtély (1. magyar szinkron)                                             | Geoffrey Washburn                           | Denholm Elliott         | 1992        |
| 1988 | A texasi gyors                                                                    | Fargo Parker                                | Gene Evans              | 1994        |
| 1988 | Árulás                                                                            | BíróBetty férje                             | N/A                     | 1990        |
| 1988 | Éjszakai támadók                                                                  | Carl McMann                                 | Adam West               | 1992        |
| 1988 | Gor                                                                               | N/A                                         | N/A                     | 1990        |
| 1988 | Gyilkos nyomozás                                                                  | Iskolaigazgató                              | Don Reid                | 1991        |
| 1988 | Kiállítva (1. magyar szinkron)                                                    | N/A                                         | N/A                     | 2005        |
| 1988 | Költözés                                                                          | Mr. Hank                                    | Michael Casey           | 1993        |
| 1988 | Költözés                                                                          | N/A                                         | N/A                     | 1993        |
| 1988 | Nagymama háza                                                                     | Mr. Sackett                                 | David Donham            | 1992        |
| 1988 | Ne ébreszd fel az alvó zsarut! (1. magyar szinkron)                               | Loermel                                     | Jean-Pierre Jorris      | 1989        |
| 1988 | Nico (1. magyar szinkron)                                                         | Branca nagybácsi                            | Jack Wallace            | 1991        |
| 1988 | Ökölharcos                                                                        | Pankrátor                                   | N/A                     | 1989        |
| 1988 | Ölj meg, zsaru!                                                                   | Benedykt atya                               | Witold Maj              | 1990        |
| 1988 | Piszkos tizenkettő – Végzetes küldetés (1. magyar szinkron)                       | Worden tábornok                             | Ernest Borgnine         | 1991        |
| 1988 | Rain Man – Esőember                                                               | Férfi a váróteremben                        | Bryon P. Caunar         | 1989        |
| 1988 | Rambo III.                                                                        | Masoud                                      | Spiros Focás            | 1991        |
| 1988 | Szellemes karácsony                                                               | Bobby, a főpincér                           | Tony Steedman           | 1991        |
| 1988 | Top Line                                                                          | N/A                                         | N/A                     | 1991        |
| 1988 | Vérdíj (1. magyar szinkron)                                                       | Coral Plaza-i dolgozó                       | Thomas A. Carlin        | 1991        |
| 1989 | A legmagasabb célpont                                                             | Manuel                                      | Luís Santos             | 1993        |
| 1989 | A Nap                                                                             | N/A                                         | N/A                     | 1992        |
| 1989 | A rózsák háborúja                                                                 | Mr. Fisk                                    | Roy Brocksmith          | 1990        |
| 1989 | Ami sok, az sokk                                                                  | Reuben Klopek nagybácsi                     | Brother Theodore        | 1990        |
| 1989 | Apró füllentések                                                                  | N/A                                         | N/A                     | 1992        |
| 1989 | Bangkok Hilton                                                                    | N/A                                         | N/A                     | 1992        |
| 1989 | Batman 1.: Batman                                                                 | Grissom                                     | Jack Palance            | 1989        |
| 1989 | Boldogító nem                                                                     | N/A                                         | N/A                     | 1996        |
| 1989 | Csőre töltve                                                                      | Von Metz                                    | Robert Prosky           | 1990        |
| 1989 | Fletch 2. – Szenzációs ajánlat (1. magyar szinkron)                               | Seriff                                      | Don Brockett            | 1991        |
| 1989 | Halálos övezet – A kaszás bosszúja                                                | N/A                                         | N/A                     | 1993        |
| 1989 | Jones, a fejvadász                                                                | Csapos                                      | N/A                     | 1991        |
| 1989 | Kedvencek temetője                                                                | Jud Crandall                                | Fred Gwynne             | 1990        |
| 1989 | Kígyószerződés                                                                    | Doki                                        | Walter Massey           | 1994        |
| 1989 | Ölve vagy halva (1. magyar szinkron)                                              | N/A                                         | N/A                     | 1990        |
| 1989 | Rejtőzködő borzalom                                                               | Hal                                         | George Kennedy          | 1990        |
| 1989 | Roselyne és az oroszlánok                                                         | N/A                                         | N/A                     | 1991        |
| 1989 | Star Trek V. – A végső határ                                                      | Korrd tábornok                              | Charles Cooper          | 1991        |
| 1989 | Szellemirtók 2.                                                                   | Rudy, az őr                                 | Walter Flanagan         | 1989        |
| 1989 | Tízparancsolat                                                                    | Államügyész                                 | Maciej Maciejewski      | 1991        |
| 1989 | Tüzes alkony                                                                      | Ambrose Bierce                              | Gregory Peck            | 1992        |
| 1989 | Vállvetve                                                                         | Mitchell Sabatini                           | Henry Kendrick          | 1990        |
| 1989 | Vége a régi időknek                                                               | Jakub Lhota                                 | Rudolf Hrušínský        | 1990        |
| 1990 | A Fúria börtönében                                                                | N/A                                         | N/A                     | 1992        |
| 1990 | A halál nem felejt (1. magyar szinkron)                                           | Herr Gantz                                  | Ernest Borgnine         | 1991        |
| 1990 | A maffia aranykora                                                                | Fitzgerald százados                         | Robert Prosky           | 1991        |
| 1990 | Az operaház fantomja                                                              | Gérard Carrière                             | Burt Lancaster          | 1992        |
| 1990 | Az óriás halála                                                                   | Pauley                                      | Mina E. Mina            | 1995        |
| 1990 | Botcsinálta angyal                                                                | N/A                                         | N/A                     | 1993        |
| 1990 | Cadillac Man (1. magyar szinkron)                                                 | Nagy Jack Turgeon                           | Bill Nelson             | 1990        |
| 1990 | Életet az életért                                                                 | Asztalos                                    | Gustaw Lutkiewicz       | 1993        |
| 1990 | Filofax, avagy a sors könyve                                                      | Walter Bentley                              | Stephen Elliott         | 1993        |
| 1990 | Fracassa kapitány                                                                 | N/A                                         | N/A                     | 1993        |
| 1990 | Hiúságok máglyája                                                                 | Mr. McCoy                                   | Donald Moffat           | 1992        |
| 1990 | Kék kopó (1. magyar szinkron)                                                     | N/A                                         | N/A                     | 1994        |
| 1990 | Lököttek                                                                          | Mort                                        | Dick Cusack             | 1990        |
| 1990 | Megint 48 óra (1. magyar szinkron)                                                | Csapos a sivatagban                         | Hoke Howell             | 1990        |
| 1990 | Micsoda nő!                                                                       | James Morse                                 | Ralph Bellamy           | 1990        |
| 1990 | Motoros rockerek                                                                  | N/A                                         | N/A                     | 1993        |
| 1990 | Nagymenők (1. magyar szinkron)                                                    | Vinnie                                      | Charles Scorsese        | 1992        |
| 1990 | Ovizsaru (1. magyar szinkron)                                                     | Christopher L. Webb bíró                    | Eugene Elman            | 1991        |
| 1990 | Rendőri megbízatás                                                                | Nagykövet                                   | N/A                     | 1993        |
| 1990 | Suttogások                                                                        | Banki ügyintéző                             | Walter Massey           | 1994        |
| 1990 | Telitalálat (1. magyar szinkron)                                                  | Mr. Hobbs, a bankár                         | John Woodnutt           | 1992        |
| 1990 | Tony és a maffia                                                                  | Don O’Reily                                 | Leo Gordon              | 1993        |
| 1990 | Túl a Kilimanjárón                                                                | Don Angelo                                  | N/A                     | 1993        |
| 1990 | Vak gyűlölet                                                                      | Benny Hays                                  | David Gale              | 1995        |
| 1990 | Vérbosszú                                                                         | Hacker bíró                                 | Boyce Holleman          | 1991        |
| 1990 | Viszem a bankot                                                                   | Férfi a reptéri mosdóban                    | N/A                     | 1992        |
| 1991 | A szerencsés katonák                                                              | Proyas                                      | N/A                     | 1992        |
| 1991 | A természet gyermekei                                                             | N/A                                         | N/A                     | 1996        |
| 1991 | A visszaeső                                                                       | N/A                                         | N/A                     | 1997        |
| 1991 | Agyfürkészők 2. – Új rendszer                                                     | N/A                                         | N/A                     | 1992        |
| 1991 | Az arany, amiben hiszünk                                                          | Putong tábornok                             | Senior Gomarachun       | 1993        |
| 1991 | Diplomáciai védettség (2. magyar szinkron)                                        | Kinnick                                     | Paul Napier             | 1995        |
| 1991 | Doc Hollywood                                                                     | Dr. Aurelius Hogue                          | Barnard Hughes          | 1992        |
| 1991 | Esély az életre (1. magyar szinkron)                                              | Burt                                        | Edgar Small             | 1992        |
| 1991 | Irány Colorado!                                                                   | Clay Stone                                  | Noble Willingham        | 1991        |
| 1991 | Kafka                                                                             | Fiatal anarchista                           | Toon Agterberg          | 2004        |
| 1991 | Mama pici fia                                                                     | O’Neal                                      | Allen Hamilton          | 1993        |
| 1991 | Négykezes géppisztolyra                                                           | Joe Profaci                                 | Joe Viterelli           | 1992        |
| 1991 | Rémségek háza                                                                     | Booker nagypapa                             | Bill Cobbs              | 1992        |
| 1991 | Robin Hood, a tolvajok fejedelme (1. magyar szinkron)                             | Szürke hajú báró                            | Douglas Blackwell       | 1991        |
| 1991 | Star Trek VI. – A nem ismert tartomány                                            | Gorkon kancellár                            | David Warner            | 1993        |
| 1991 | Sült, zöld paradicsom                                                             | Percy ügyész                                | Macon McCalman          | 1992        |
| 1991 | Testvérharc (2. magyar szinkron)                                                  | Edward Everett                              | José Ferrer             | 2004        |
| 1991 | Tízmillió dollár a tét                                                            | N/A                                         | N/A                     | 1992        |
| 1992 | A nemek harca (2. magyar szinkron)                                                | Kenneth Davenport                           | Mitchell Ryan           | 1999        |
| 1992 | Alexandra hercegnő                                                                | N/A                                         | N/A                     | 1993        |
| 1992 | Dr. Giggles                                                                       | Hank Magruder nyomozó                       | Richard Bradford        | 1994        |
| 1992 | Egy rossz lépés                                                                   | N/A                                         | N/A                     | 1995        |
| 1992 | Gyújtóhatás                                                                       | Victor szenátor                             | Norman Burton           | 1995        |
| 1992 | Ha kikaparod, megkapod                                                            | Trick Bissell                               | William Morgan Sheppard | 1992        |
| 1992 | Halálos nindzsa                                                                   | Kray                                        | Norman Coombes          | 1995        |
| 1992 | Kardélen                                                                          | Chris Kilos                                 | George Touliatos        | 1993        |
| 1992 | Keleti fény (1. magyar szinkron)                                                  | N/A                                         | N/A                     | 1993        |
| 1992 | Mágusok háborúja                                                                  | Monitor (hang)                              | N/A                     | 1994        |
| 1992 | Ments meg!                                                                        | Gilbert seriff                              | Ty Hardin               | 1994        |
| 1992 | Micsoda csapat!                                                                   | Mr. Murphy, Doris apja                      | Ed Quinn                | 1992        |
| 1992 | Only You – Téged egyedül (1. magyar szinkron)                                     | Öregedő búvár                               | Will McAllister         | 1992        |
| 1992 | Őrült Stone, avagy 2008 a patkány éve                                             | O’Donnell                                   | Tony Steedman           | 1992        |
| 1993 | A báránysültek hallgatnak                                                         | Martin Balsam detektív                      | Martin Balsam           | 1994        |
| 1993 | A hajó hülyéje                                                                    | Greybar kapitány                            | Ritch Brinkley          | 1995        |
| 1993 | A nagy ugrás (1. magyar szinkron)                                                 | Mr. Bumstead                                | Jon Polito              | 1995        |
| 1993 | Amerikai jakuza                                                                   | Isshin Tendo                                | John Fujioka            | 1995        |
| 1993 | Az utolsó menet                                                                   | Anthony                                     | Charles Seixas          | 1994        |
| 1993 | Balkán! Balkán!                                                                   | N/A                                         | N/A                     | 1994        |
| 1993 | Címlapsztori                                                                      | Jack                                        | Dale Dye                | 1996        |
| 1993 | Curacao                                                                           | Cornelius Wettering                         | George C. Scott         | 1994        |
| 1993 | Éjféli hívás                                                                      | N/A                                         | N/A                     | 1994        |
| 1993 | Elátkozott arany                                                                  | Hentes                                      | Amnon Meskin            | 1995        |
| 1993 | Geronimo                                                                          | N/A                                         | N/A                     | 1994        |
| 1994 | Al Capone kincse                                                                  | Mesélő (hang)                               | Richard Hausman         | 1995        |
| 1994 | Áramember 2. – Mr. Agyrém                                                         | Riley szenátor                              | George Murdock          | 1995        |
| 1994 | Bad Boys – Mire jók a rosszfiúk? (1. magyar szinkron)                             | Bill O’Fee rendőrtiszt                      | Will Knickerbocker      | 1995        |
| 1994 | Békasuli                                                                          | Gus                                         | Larry Gelman            | 1996        |
| 1994 | Csont nélkül                                                                      | N/A                                         | N/A                     | 1994        |
| 1994 | Forrest Gump (2. magyar szinkron)                                                 | Stanley Loomis                              | W. Benson Terry         | 1994        |
| 1994 | Frank és Jesse                                                                    | McGuff                                      | Lyle Armstrong          | 1995        |
| 1994 | Jákob                                                                             | Izsák                                       | Joss Ackland            | 1996        |
| 1994 | Kő egy csapat                                                                     | Borbély                                     | Daniel C. Striepeke     | 1995        |
| 1994 | Molly és Gina                                                                     | Patrick Sweeny                              | George Murdock          | 1994        |
| 1994 | Négy esküvő és egy temetés                                                        | Szenilis öregember (első esküvő)            | Kenneth Griffith        | 1995        |
| 1994 | Szürkületi zóna                                                                   | Mr. Flanagan                                | Malachy McCourt         | 1994        |
| 1994 | Tüzet nyiss! (1. magyar szinkron)                                                 | Bob McNeil                                  | Lee de Broux            | 1994        |
| 1995 | A gyanú árnyéka                                                                   | N/A                                         | N/A                     | 1996        |
| 1995 | Casino (1. magyar szinkron)                                                       | Vincent Borelli                             | Joseph Rigano           | 1996        |
| 1995 | Dolores Claiborne                                                                 | Főfelügyelő                                 | Frank Adamson           | 1996        |
| 1995 | Dolores Claiborne                                                                 | Kávéárus a kompon                           | Vernon Steel            | 1996        |
| 1995 | X polgártárs                                                                      | Ivanov                                      | Czesław Grocholski      | 1995        |
| 1995 | Xtro 3.                                                                           | N/A                                         | N/A                     | 1996        |
| 1996 | A repülés hercege                                                                 | N/A                                         | N/A                     | 1997        |
| 1996 | A strand angyalkái                                                                | Bum, az első áldozat                        | Charles D. Jones        | 1998        |
| 1996 | A titkosügynök                                                                    | N/A                                         | N/A                     | 1997        |
| 1996 | Fegyvermánia                                                                      | Mr. Gottlieb                                | Joey Bishop             | 1999        |
| 1997 | A boldogító nem                                                                   | Frank Brackett                              | Wilford Brimley         | 1998        |
| 1997 | A játékos                                                                         | Olkhin professzor                           | Patrick Godfrey         | 1998        |
| 1997 | Apa zűrös hete                                                                    | Emmett Sharpel                              | Ken Pogue               | 1997        |
| 1997 | Egy hindu hercegnő emlékei                                                        | N/A                                         | N/A                     | 1999        |
| 1997 | Éjfél a jó és rossz kertjében                                                     | ?                                           | ?                       | 1999        |
| 1997 | Hét év Tibetben                                                                   | Kínai nagykövet                             | Victor Wong             | 1998        |
| 1997 | Operation Delta Force 2. – Végveszély                                             | N/A                                         | N/A                     | 1998        |
| 1998 | Babe 2. – Kismalac a nagyvárosban                                                 | Thelonius (hang)                            | James Cosmo             | 1999        |
| 1998 | Egetverő szenzáció                                                                | Monsignor Popescu                           | Joss Ackland            | 1999        |
| 1998 | Perlekedő szerelem                                                                | Foster bíró                                 | Freddie Jones           | 2002        |
| 1998 | Rewind – Emlékterror                                                              | N/A                                         | N/A                     | 1999        |
| 1999 | Jeanne d’Arc – Az orléans-i szűz                                                  | N/A                                         | N/A                     | 2000        |
| 1999 | Szürke bagoly                                                                     | N/A                                         | N/A                     | 2000        |
| 1999 | Tanúvédelem                                                                       | Cindy apja                                  | Harrison Young          | 2001        |
| 1999 | Tűzzel-vassal                                                                     | Kisiel                                      | Gustaw Holoubek         | 2000        |
| 1999 | Tűzzel-vassal                                                                     | N/A                                         | N/A                     | 2000        |
| 2000 | Anna – A történet folytatódik (1. rész)                                           | Matthew Cuthbert (hang)                     | Richard Farnsworth      | 2000        |
| 2000 | Copperfield Dávid                                                                 | Dan Peggotty                                | Nigel Davenport         | 2000        |
| 2000 | Színészek                                                                         | N/A                                         | N/A                     | 2004        |
| 2001 | A majmok bolygója                                                                 | Zaius, Thade apja                           | Charlton Heston         | 2001        |
| 2001 | A vágy csapdájában                                                                | N/A                                         | N/A                     | 2003        |
| 2001 | Megszólít az éjszaka                                                              | Josh Jarrett                                | Nesbitt Blaisdell       | 2002        |
| 2001 | Quo vadis                                                                         | N/A                                         | N/A                     | 2002        |
| 2002 | Kapj el, ha tudsz                                                                 | Bíró                                        | Dave Hager              | 2002        |
| 2002 | Kapj el, ha tudsz                                                                 | N/A                                         | N/A                     | 2002        |
| 2002 | Ong-Bak – A thai boksz harcosa                                                    | ?                                           | ?                       | 2005        |
| 2002 | Télapu 2. – Veszélyben a karácsony                                                | Idő ura                                     | Peter Boyle             | 2002        |
| 2004 | Az utolsó jelenet                                                                 | Farmer                                      | Bob Colonna             | 2005        |
| 2005 | 40 éves szűz                                                                      | Joe                                         | Lee Weaver              | 2005        |
| 2006 | Táncoló talpak                                                                    | Negyedik bölcs (hang)                       | N/A                     | 2006        |

### Sorozatok
| Év        | Cím                                             | Szereplő                                    | Színész            | Szinkron év |
| --------- | ----------------------------------------------- | ------------------------------------------- | ------------------ | ----------- |
| 1957-1958 | Ivanhoe                                         | Sir Edwin (32. részben)                     | Anthony Bate       | 1966        |
| 1957      | Zorro I/1-22. (2. magyar szinkron 11 részében)  | Don Alejandro de la Vega                    | George J. Lewis    | 1992        |
| 1964      | Cserbenhagyás                                   | Gerald Prestley                             | Joseph O’Conor     | 1968        |
| 1968      | Az ükhadsereg                                   | Wilson                                      | John Le Mesurier   | 1976        |
| 1970      | McCloud I.                                      | Del Whitman                                 | Craig Stevens      | 1972        |
| 1971      | Az Onedin család (1. magyar szinkron)           | Baines                                      | Howard Lang        | 1979        |
| 1971      | Egész Spanyolország felett felhőtlen az ég 1-3. | Richard Hartlieb                            | Herbert Köfer      | 1973        |
| 1972      | A tavasz tizenhét pillanata                     | Tábornok                                    | Nyikolaj Gricenko  | 1974        |
| 1972-1973 | San Francisco utcáin I-II.                      | Rudy Olsen kapitány (1. magyar szinkronban) | Robert F. Simon    | 1990        |
| 1972-1973 | San Francisco utcáin I-II.                      | Big Jake Wilson (1. magyar szinkronban)     | Leslie Nielsen     | 1990        |
| 1972-1973 | San Francisco utcáin I-II.                      | Frank Casey                                 | John Qualen        | 2002        |
| 1973      | Arsène Lupin II.                                | Pittora felügyelő                           | Fritz Muliar       | 1976        |
| 1973      | Kojak I. (első-két magyar szinkron)             | ? (20. részben)                             | ?                  | 1977        |
| 1973      | Kojak I. (első-két magyar szinkron)             | Packman (17. részben)                       | Mark Tapscott      | 1993        |
| 1977      | A názáreti Jézus 1-4.                           | Simon, a farizeus                           | Francis De Wolff   | 1990        |
| 1977      | A repülés története (2. hangalámondás)          | N/A                                         | N/A                | 2003        |
| 1977      | Washington zárt ajtók mögött 1-6.               | Tábornok                                    | Richard Webb       | 1979        |
| 1979      | Hazárd megye lordjai I.                         | Rocky Marlowe                               | Leo Gordon         | 1984        |
| 1979-1982 | Dallas III-VI.                                  | Eugene Bullock (+ Sinkovits Imre)           | E. J. André        | 1991-1992   |
| 1982      | Fekete munka 1-5.                               | George Malone                               | Peter Kerrigan     | 1987        |
| 1982      | Knight Rider I.                                 | Anthony Solan                               | Bert Freed         | 1992        |
| 1983      | Ausztrál expressz I.                            | Mr. O’Bannion                               | Gerard Kennedy     | 1990        |
| 1983      | Benji                                           | Montana / Trask                             | Mel Dacus          | 1987        |
| 1983      | Fekete Vipera I/4-12.                           | Lord Angus                                  | Valentine Dyall    | 1998        |
| 1984      | Halló, halló! I. (1. magyar szinkron)           | Roger Leclerc                               | Jack Haig          | 1987        |
| 1984      | Magnum V.                                       | Marcel Dubray                               | Edward B. Randolph | 1995        |
| 1984      | Mentők                                          | Cyril Jandera                               | Josef Karlík       | 1986        |
| 1984      | Polip I.                                        | Marineo felügyelő                           | N/A                | 1988        |
| 1985      | A klinika I.                                    | Landrat Mühlner                             | Hans Paetsch       | 1987        |
| 1985      | Ausztrál expressz III.                          | Orvos                                       | Robin Cuming       | 1991        |
| 1985      | Knight Rider IV.                                | Jim                                         | Frank Roach        | 1993        |
| 1985      | Knight Rider IV.                                | Pop Galloway                                | Ted Petersen       | 1993        |
| 1985      | Sherlock Holmes kalandjai 8-13.                 | Mr. Merryweather                            | John Woodnutt      | 1997        |
| 1986      | Linda II.                                       | Kukkolós bácsi                              | Laczkovich Géza    | 1986        |
| 1986      | Magnum VII.                                     | N/A                                         | N/A                | 1996        |
| 1986-1988 | Sherlock Holmes visszatér                       | Scott Eccles                                | Donald Churchill   | 1997        |
| 1987      | A mesemondó                                     | Szakács                                     | Bryan Pringle      | 1990        |
| 1987-1989 | Polip III-IV.                                   | Arany Kakas étterem első tulajdonosa        | Francesco Marzotto | 1990        |
| 1987-1989 | Polip III-IV.                                   | Bini zsarolója a börtönben                  | N/A                | 1991        |
| 1988      | Az óriási nyomozó 3-6. (1. magyar szinkron)     | Martin, a műgyűjtő                          | John Rico          | 1991        |
| 1988      | Az óriási nyomozó 3-6. (1. magyar szinkron)     | Lecrun professzor                           | Donald Hodson      | 1991        |
| 1988      | Az óriási nyomozó 3-6. (1. magyar szinkron)     | Bejáratot őrző atya                         | N/A                | 1991        |
| 1990-1992 | Váratlan utazás II-III.                         | Abraham Pike                                | Don Francks        | 1993-1994   |
| 1991      | Extralarge I. (1. magyar szinkron)              | Sam                                         | Lou Bedford        | 1992        |
| 1992      | A fejvadász I.                                  | Barrell hadnagy                             | Art LaFleur        | 1997        |
| 1992      | Lucky Luke                                      | N/A                                         | N/A                | 1994        |
| 1992-1993 | Time Trax – Hajsza az időn át                   | Noah                                        | Eddie Albert       | 1998        |
| 1996      | X-akták IV.                                     | Újságárus                                   | N/A                | 1999        |

### Agatha Christie: Poirotepizódjai
| Év   | Évad | Epizód | Epizódcím                                | Szereplő            | Színész         | Szinkron év |
| ---- | ---- | ------ | ---------------------------------------- | ------------------- | --------------- | ----------- |
| 1988 | 1    | 2      | Gyilkosság a sikátorban                  | Golfozó             | N/A             | 1996        |
| 1988 | 1    | 10     | Az álom                                  | Munkás              | Tommy Wright    | 1996        |
| 1989 | 2    | 1      | Veszedelem a romházban                   | Rendőrnyomozó       | Godfrey James   | 1996        |
| 1989 | 2    | 8      | Az elrabolt miniszterelnök               | Sofőrök felügyelője | Roy Heather     | 1996        |
| 1989 | 2    | 9      | A Western Star esete                     | Utas a reptéren     | N/A             | 1996        |
| 1990 | 3    | 1      | A titokzatos stylesi eset                | Mr. Wells           | Morris Perry    | 1995        |
| 1990 | 3    | 3      | Hová lett egymillió dollárnyi kötvény?   | Rendőr              | Robin Hunter    | 1997        |
| 1990 | 3    | 4      | A Plymouth Expressz                      | Bankigazgató        | Leon Eagles     | 1997        |
| 1991 | 4    | 1      | Az ABC-gyilkosságok (2. magyar szinkron) | N/A                 | N/A             | 1997        |
| 1991 | 4    | 3      | A fogorvos széke (2. magyar szinkron)    | Mr. Hendry          | Oliver Bradshaw | 1997        |
| 1992 | 5    | 8      | Ékszerrablás a Grand Metropolitanben     | Dr. Hawker          | Arthur Cox      | 1997        |

### Columboepizódjai
| Év   | Évad | Epizód | Epizódcím                                        | Szereplő                 | Színész       | Szinkron év |
| ---- | ---- | ------ | ------------------------------------------------ | ------------------------ | ------------- | ----------- |
| 1971 | 1    | 5      | Képek keret nélkül (2. magyar szinkron)          | Evans                    | Curt Conway   | 1993        |
| 1972 | 2    | 5      | Rekviem egy hullócsillagért (2. magyar szinkron) | Kelléktárvezető          | N/A           | 1993        |
| 1973 | 3    | 4      | Kettős vágás (2. magyar szinkron)                | Dr. Werbel a TV-műsorban | N/A           | 1993        |
| 1975 | 5    | 5      | Diplomáciai védettség                            | August százados          | Bill Zuckert  | 1993        |
| 1976 | 6    | 1      | Két detektív, egy gyilkosság                     | Mark                     | Bert Remsen   | 1993        |
| 1978 | 7    | 4      | Gyilkosság telefonhívásra (2. magyar szinkron)   | Dr. Ernie Garrison       | Frank Aletter | 1993        |
| 1989 | 9    | 2      | Columbo farkast kiált                            | Rendőrfőnök              | John Finnegan | 1996        |

### Rajz- és animációs filmek
| Év   | Cím                                                                 | Szereplő                 | Szinkronhang            | Szinkron év |
| ---- | ------------------------------------------------------------------- | ------------------------ | ----------------------- | ----------- |
| 1964 | Frédi és Béni – V/15. rész: Kovakövi karácsony (1. magyar szinkron) | Mikulás                  | Hal Smith               | 1993        |
| 1972 | Fritz, a macska                                                     | Tiszteletes puma         | N/A                     | 1997        |
| 1974 | Fritz, a macska kilenc élete                                        | N/A                      | N/A                     | 1997        |
| 1976 | Hupikék törpikék és a csodafurulya (2. magyar szinkron)             | Borzontorz               | Jacques Dynam           | 1988        |
| 1979 | A kis herceg                                                        | Király                   | Bob Griggs              | 1989        |
| 1983 | Garfield az élet sűrűjében (1. magyar szinkron)                     | Garfield nagyapja        | C. Lindsay Workman      | 1993        |
| 1983 | Lucky Luke – Szökésben a Daltonok (2. magyar szinkron)              | Polgármester             | N/A                     | 2002        |
| 1984 | Hupikék törpikék és Törpicur                                        | Télapó                   | N/A                     | 1988        |
| 1985 | Csillagvadász: Orin legendája                                       | Ka-Khan                  | N/A                     | 1993        |
| 1985 | Nicholas Nickleby                                                   | Ned Cheeryble            | N/A                     | 1994        |
| 1985 | Transzformerek háborúja                                             | A fehér harcosok királya | N/A                     | 1991        |
| 1987 | Alice varázslatos tükre                                             | Fehér király             | Alan Dinehart           | 1993        |
| 1987 | Az utolsó mohikán                                                   | Csingacsguk              | N/A                     | 1992        |
| 1988 | Potyautasok a bárkán                                                | Az Úr                    | Friedrich Schönfelder   | 1990        |
| 1988 | Rarg                                                                | Professzor               | Michael Gough           | 1995        |
| 1989 | Kis Némó Álomországban                                              | Dirigible kapitány       | Tanaka Kazumi (japán)   | 1993        |
| 1989 | Kis Némó Álomországban                                              | Dirigible kapitány       | John Stephenson (angol) | 1993        |
| 1990 | A varázskalap                                                       | Eburon király            | Dragan Milivojević      | 2002        |
| 1991 | Télapó és a fogtündér egerek                                        | Télapó                   | N/A                     | 1996        |
| 1992 | Mikulás első karácsonya                                             | N/A                      | N/A                     | 2002        |
| 1992 | Pico és Kolumbusz                                                   | Repülő hajó építőmester  | N/A                     | 1992        |
| 1995 | A hetedik testvér                                                   | Vadőr, Ágnes nagypapája  | N/A                     | 1996        |
| 1995 | Tillie és a Süsü Sárkány                                            | Szent György báró        | Wayne Powers            | 1995        |
| 2001 | A király szakálla                                                   | Varázsló                 | Jim Broadbent           | 2002        |

### Rajzfilm- és animációs sorozatok
| Év        | Cím                                                             | Szereplő                 | Szinkronhang    | Szinkron év |
| --------- | --------------------------------------------------------------- | ------------------------ | --------------- | ----------- |
| 1961      | Maci Laci                                                       | Vadász a kacsaúsztatónál | N/A             | 1994        |
| 1962      | A Jetson család I. (1. magyar szinkron)                         | Betörő                   | N/A             | 1990        |
| 1972      | Klasszikus mesék fesztiválja                                    | Tuck barát (10. részben) | N/A             | 1990        |
| 1972      | Klasszikus mesék fesztiválja                                    | Csizmadia (11. részben)  | N/A             | 1990        |
| 1980      | Nils Holgersson csodálatos utazása a vadludakkal                | Hegedűs Clement          | Jada Minoru     | 1988        |
| 1981      | Egyszer volt… a világűr                                         | Professzor               | N/A             | 1994        |
| 1981      | Helló, Sandybell!                                               | Mr. Scott                | Szató Maszaharu | 1994        |
| 1981-1983 | Könyvek könyve                                                  | További szereplők        | N/A             | 1992-1993   |
| 1982      | A repülő ház                                                    | N/A                      | N/A             | 1994        |
| 1983      | 80 nap alatt a Föld körül Willy Foggal                          | Félszemű hajóskapitány   | N/A             | 1986        |
| 1983      | Anette                                                          | Pegin úr                 | Ivao Kinsiró    | 1995        |
| 1983      | Lolka és Bolka olimpiája                                        | Jozef úr                 | N/A             | 1994        |
| 1983      | Tömlöcök és sárkányok I.                                        | Tudós fa                 | N/A             | 1991        |
| 1986      | Egyszer volt… az élet (1. magyar szinkron)                      | További szereplők        | N/A             | 1990        |
| 1987      | Aranyfürt királykisasszony és a fürtöcskék (1. magyar szinkron) | Jég óriás                | N/A             | 1992        |
| 1987      | Hupikék törpikék VII.                                           | Télapó                   | N/A             | 1993        |
| 1987      | Kacsamesék I.                                                   | N/A                      | N/A             | 1991        |
| 1987      | Kobold kópék                                                    | Orkok vezére             | N/A             | 1992        |
| 1988-1989 | Bobobók                                                         | Bob Wouter               | Joan Crosas     | 1994        |
| 1989      | A varázskorona                                                  | Brigabor király          | Pedro Sempson   | 1994        |
| 1989      | Alfréd, a kacsa I.                                              | Tengerész                | N/A             | 1993        |
| 1989      | Chip és Dale – A Csipet Csapat II. (1. magyar szinkron)         | Dr. Piltdown             | Georg Tryphon   | 1991        |
| 1989      | Pif és Herkules (1. magyar szinkron)                            | További szereplők        | N/A             | 1992        |
| 1990      | A hosszúlábú apu                                                | Sir Cyrus                | N/A             | 1995        |
| 1990-1991 | Balu kapitány kalandjai (1. magyar szinkron)                    | Nagy rendőrbíró          | Jack Angel      | 1992-1997   |
| 1990-1991 | Sir Kán pilótája (1. magyar szinkron)                           | N/A                      | 1992            |             |
| 1992      | A nyomorultak (1. magyar szinkron)                              | N/A                      | N/A             | 1995        |
| 1993      | Kutyavilág II.                                                  | Piktor Pamacs professzor | N/A             | 1993        |
| 1993-1995 | A Tekergér család világkörüli tekergései                        | További szereplők        | N/A             | 1995-1998   |
| 1996      | Szindbád fantasztikus utazásai                                  | N/A                      | N/A             | 1998        |
| 2001      | Tarzan legendája                                                | Öreg gorilla             | Kenneth Mars    | 2002        |

## Magyar Rádió
- Illés bácsi (A Szabó család)
- Dan George főnök (Röpül a lelkem c. összeállítás rádióváltozata. 2005. Narrátor Zsótér Sándor, dramaturg Sári László, rendező, zenei szerkesztő Molnár Csaba)